# Ergatettix brachynota
Ergatettix brachynota är en insektsart som beskrevs av Zheng, Z. och Liang 1993. Ergatettix brachynota ingår i släktet Ergatettix och familjen torngräshoppor. Inga underarter finns listade i Catalogue of Life.